# Testun al Barolo
El testun al Barolo és un formatge de pasta premsada no cuita italià, fet amb llet de vaca i cabra. El formatge prové de Mondovì, província de Cuneo al Piemont. En el dialecte local, el nom Testun, significa 'tossut' i Barolo és la brisa del raïm amb el que està recobert, de la varietat Nebbiolo. La llet prové d'animals que pasturen lliurement per les muntanyes florides a 2.000 metres sobre el nivell del mar.
El producte final és un formatge una mica fràgil amb un interior de color groc palla i un exterior fosc.
A Catalunya, la formatgeria Mas d'Eroles en fa un de molt semblant anomenat Brisat.